# Tania Díaz
Tania Valentina Díaz (Caracas, Venezuela; 18 de junio de 1963) es una periodista y política venezolana. Es diputada a la Asamblea Nacional de Venezuela por el Partido Socialista Unido de Venezuela (PSUV) en el Distrito Capital y rectora de la Universidad Internacional de las Comunicaciones (LAUICOM). Aparte, se ha desempeñado como constituyentista y primera vicepresidenta de la Asamblea Nacional Constituyente de Venezuela del 5 de enero de 2018 al 18 de diciembre de 2020.

## Biografía
Tania Díaz fue redactora en jefe de la agencia Venpres, conductora de espacios de opinión en Radio Nacional de Venezuela periodista del periódico El Correo, y en 2012 del canal de televisión estatal Venezolana de Televisión.
En 2010 fue nombrada como ministra de comunicación e información de Venezuela para sustituir a Blanca Eekhout, pero es electa como diputada a la Asamblea Nacional para junio. Es sucedida por Mauricio Rodríguez. El 2 de febrero de 2012 es juramentada como diputada principal a la Asamblea Nacional para sustituir a Cilia Flores, cuando Flores es designada como Procuradora General. 
El 5 de enero de 2018, Tania Díaz es nombrada como primera vicepresidenta de la Asamblea Nacional Constituyente, hasta su disolución el 18 de diciembre de 2020.
El 15 de marzo de 2022, es designada rectora de la Universidad Internacional de las Comunicaciones (LAUICOM), institución que nace bajo la Misión Alma Mater.